# Svenska kyrkan i Singapore
Svenska kyrkan i Singapore är en av Svenska kyrkans utlandsförsamlingar. 

## Administrativ historik
Församlingen bildades 1984. 

## Komministrar
| Ämbetstid | Namn              | Levnadstid | Övrigt |
| --------- | ----------------- | ---------- | ------ |
| 2015–2016 | Angelica Lundberg | 1982–      | [ 1 ]  |

### Fotnoter
1. ↑   Matrikel 2016: Svenska kyrkan (69:a utgåvan). Stockholm: Verbum. 2016. sid. 417. ISBN 978-91-5263615-2